# Tom Moran
Thomas William Moran (Taunton, 12 de agosto de 1987) é um roteirista britânico.

## Biografia
Moran frequentou a Universidade de East Anglia. Enquanto estudava roteiro e atuação, fundou o clube de comédia Laugh Out Loud. Ele então se apresentou no Festival Fringe de Edimburgo por 21 noites. Em 2014, Moran ganhou um prêmio do The Guardian e da Legend Press pelo livro de ficção Dinosaurs and Prime Numbers publicado por ele mesmo. Depois de ganhar o prêmio, Moran recebeu atenção de diversas publicações, incluindo o The Washington Post. Em 2015, foi nomeado um dos vencedores do BAFTA Rocliffe New Comedy Writing Forum por sua nova sitcom, Printheads.  
Moran escreveu e foi produtor executivo da série de suspense da Amazon Prime Video, The Devil's Hour.

## Filmografia
| Ano  | Título           | Notas                                             |
| ---- | ---------------- | ------------------------------------------------- |
| 2019 | Wild Bill        | Episódio: "Bad Blood in the Soil"                 |
| 2019 | The Feed         | 2 episódios                                       |
| 2022 | The Devil's Hour | 1.ª temporada, também criador, produtor executivo |

## Prêmios e indicações
| Ano  | Prêmio                        | Categoria              | Indicado         | Resultado |
| 2023 | 51º Emmy International Awards | Melhor Série Dramática | The Devil's Hour | Pendente  |